# Aeródromo El Huachi
El Aeródromo El Huachi (OACI: SCEH) es un terminal aéreo ubicado cerca de Santa Bárbara, en la Provincia de Biobío, Región del Biobío, Chile. Es de propiedad pública.